# Декреолізація
Декреолізація (термін уведений у 1968 р.) — еволюційний процес розвитку креольських мов, при якому така мова зрештою зближується з мовою-першоджерелом (мовою-лексіфікаторорм) і поступово розчиняється в ній, тобто цикл розвитку завершується таким чином: європейська (зазвичай) мова-першоджерело > піджин > креольська мова > мова-першоджерело (також мова-лексіфікатор).
Декреолізація зазвичай обумовлена потужним поширенням сучасної масової освіти, ЗМІ, поступовою глобалізацією. При цьому і після завершення процесу й сама мова-лексіфікатор колонії, на відміну від метрополії, може виявляти сліди сильної креолізації та декреолізації в минулому (наприклад, португальська мова в Бразилії, що перетворилася на своєрідний мовний варіант саме через креольский вплив). Якщо декреолізація (тобто злиття) не відбувається, наприклад, в умовах географічного віддалення, крайньої ізоляції, розриву зв'язків із колишньою метрополією, інтерференцією іншої мови, величезної культурної дистанції, то креольська мова стає на шлях незалежного розвитку з поступовим формуванням повного набору функцій.
Так, власне іспанська мова на Філіппінах вийшла з ужитку в ході американської окупації (1898–1947 рр.), і тому місцеві іспанські піджини розвинулися у відносно незалежну креольську мову чавакано. Ще більш помітний процес відчуження від мови-джерела — у франко-креольської мови Гаїті. Навпаки, в мові пап'яменто (Аруба і сусідні Антильські острови) нині спостерігається інтенсивний процес зближення з власне іспанською мовою сусідньої Венесуели, навіть попри спробу голландської влади протистояти цьому процесу (пап'яменто отримала офіційний статус на острові в 2007 році).